# NetApp
NetApp, Inc., prvotno Network Appliance, Inc., je ameriško podjetje, ki se ukvarja s hrambo in upravljanjem digitalnih podatkov. Sedež podjetja je v mestu Sunnyvale v Kaliforniji. 
Podjetje NetApp spada med NASDAQ-100 (ang), leta 2012 je bilo prvič uvrščeno na seznam Fortune 500.

## Zgodovina
Podjetje NetApp so leta 1992 ustanovili David Hitz, James Lau in Michael Malcolm. Takrat je bil NetApp-ov glavni konkurent Auspex Systems. Prihodki podjetja so od leta 2002, ko so znašali 800 milijonov ameriških dolarjev, v stabilnem porastu. 
Leta 2006 so prodali produkte NetCache podjetju Blue Coat Systems.
1. junija 2015 je kot generalni direktor nastopil George Kurian.

### Večji prevzemi
- 1997 - Internet Middleware (IMC): IMC-jeva programska oprema je postala temelj NetCache (ki se je nadalje prodala v letu 2006).
- 2004 - Spinnaker Networks: Spinnaker-jeva tehnologija je bila vključena v Data ONTAP GX in je bila prvič na voljo leta 2006.
- 2005 - Alacritus: Virtualizacijska tehnologija je bila vključena v NetApp NearStore Virtual Tape Library (VTL). Uvedena je bila v letu 2006.
- 2005 - Decru: Varnostni sistemi za hranjenje in upravljanje ključev.
- 2011 - Engenio: Zunanji sistemi za hrambo podatkov, kupljeni od LSI.
- 2012 - Bycast: Razvoj programske opreme za hrambo z namenom obvladovanja na petabajtnem nivoju; globalne zbirke slik, video posnetkov ter evidenc za podjetja in ponudnike storitev.
- 2012 - Cache IQ: Razvoj predpomnilniških sistemov za NAS.
- 2013 - IonGrid: Razvijalec tehnologije, ki omogoča uporabnikom iOS naprav dostop in interne poslovne aplikacije prek varne povezave.

### NetApp diskovni sistemi
NetApp diskovni sistemi so najprepoznavnejši  produkti podjetja že od samega začetka. Razviti so bili kot diskovne pomnilniške naprave, ki nadzorujejo datotečni sistem in predstavljajo datoteke in mape napravam preko omrežja. Ta shema se včasih imenuje datotečna hramba (NAS), v nasprotju z blokovno hrambo (SAN), ki jo običajno nudijo velika podjetja s področja hrambe podatkov kot npr. EMC Corporation in Hitachi Data Systems.
NetApp diskovni sistemi so prvotno uporabljali NFS (Network File System) in CIFS protokol v okviru standardnih lokalnih omrežij (Local Area Network, LAN). Leta 2002 je v poskusu za povečanje tržnega deleža NetApp dodal dostop za blokovno hrambo, katero danes NetApp sistemi podpirajo prek protokolov FC (Fibre Channel), iSCSI in novejšega Fibre Channel over Ethernet (FCoE).
V diskovnih sistemih je nameščen operacijski sistem Data ONTAP, ki vključuje kodo iz Berkeley Net/2 BSD Unix-a ter tehnologije Spinnaker Networks-a in drugih operacijskih sistemov. Data ONTAP je prvotno podpiral samo NFS, kasneje so bili dodani CIFS, iSCSI in Fibre Channel (vključno s Fibre Channel over Ethernet). Danes NetApp ponuja dve različici Data ONTAP: Data ONTAP 7-mode in novo narejeni Clustered Data ONTAP, ki temelji na mrežni tehnologiji, pridobljeni iz Spinnaker Networks.
V letu 2006 je NetApp uvedel Virtual Tape Library (VTL) produkte za virtualizacijo hrambe podatkov na magnetnih trakovih. V letu 2007 je predstavil lastno tehnologijo deduplikacije: NetApp Dedup, ki je na voljo za vse trenutne modele NetApp diskovnih sistemov.

### Datafort
Decru Datafort enkripcija pomnilnikov lahko šifrira pri NFS, CIFS, iSCSI ali Fibre Channel protokolih. Ta serija vključuje tudi naprave za upravljanje ključev, ki služi shranjevanju in zaščiti ključev za enkripcijo.

## Partnerstva
NetApp ima vzpostavljena tehnološka partnerstva s številnimi vodilnimi IT podjetji, kot BMC, Brocade, Cisco, Citrix, Microsoft, Oracle Corporation, SAP AG, Symantec, Apple in VMware.
Od leta 2012 je vzpostavljeno partnerstvo pod sloganom "Imagine Virtually Anything", ki vključuje sodelovanje s podjetjema Cisco in VMware. Z njim želijo končnim uporabnikom ponuditi skalabilno arhitekturo FlexPod, ki zagotavlja večjo varnost hranjenja podatkov v oblaku.
Poleg tehnoloških partnerstev NetApp Partner Program pomaga prodajalcem, distributerjem, ponudnikom storitev in sistemskim integratorjem ustvariti nove priložnosti z uvedbo NetApp rešitev pri reševanju poslovnih problemov njihovih strank.

## Glavni konkurenti
NetApp ima pomembno vlogo v industriji naprav za hranjenje podatkov, kjer se po kapitalizaciji trga uvršča na drugo mesto za EMC Corporation in pred Seagate Technology, Western Digital, Brocade, Imation in Quantum. Glede na celotne prihodke NetApp sodi za EMC, Seagate in Western Digital ter pred Imation, Brocade, Xyratex in Hutchinson Technology. Potrebno je upoštevati, da ti seznami ne vključujejo podjetij, ki imajo tudi pomemben vpliv na področju pomnilnikov, kot so Hewlett Packard, IBM, Hitachi, Dell, Oracle in Fujitsu. Glede na poročilo IDC iz leta 2010 je NetApp tretja družba na "seznamu Velikih 5" s področja omrežne hrambe podatkov, za EMC in IBM, ter pred HP in Dell, z največjo letno rastjo prihodkov (47,4%).

## Delovno okolje
NetApp ima tudi dolgo zgodovino na seznamu "najboljših podjetij za delo". Družba je osvojila prvo mesto na lestvici Fortune 100 najboljših delodajalcev za leto 2009. To je že sedmo leto zapored, da si je NetApp prislužil mesto na tem seznamu, vsakokrat med najboljših 50.

## Polemika

### Oprema v Siriji
Novembra 2011 med sirsko vstajo je bil NetApp imenovan kot eno izmed podjetij, katerih proizvodi so bili uporabljeni pri zlomu sirske vlade. Oprema naj bi bila prodana pri pooblaščenem prodajalcu NetApp. 7. aprila 2014 je bil NetApp uradno obveščen s strani pristojnih organov v ZDA, ko so zaključili pregled zadeve in ugotovili, da NetApp ni kršil izvoznih zakonov ZDA ter da je na tem področju primer zaključen.

### Pravni spor z družbo Sun Microsystems
V septembru 2007 je NetApp je uvedel postopek zoper družbo Sun Microsystems zaradi kršenja patentnih pravic, ki se je nadaljeval s protiobtožbo. 9. septembra 2010 je NetApp objavil dogovor z Oracle Corporation (novi lastnik podjetja Sun Microsystems) za opustitev tožb.